# Ћубаста кукавица
Ћубаста кукавица (лат. Clamator glandarius) припада реду птица кукавица, Cuculiformes, који такође укључује птице тркачице, птице рода ани (Crotophaga) и прице рода кукал (Centropus).
Широко је распрострањена широм Африке и Медитеранског басена . То је птица која паразитира гнезда других птица и који полаже јаја у гнезда врана, а посебно у гнезда сврака.

## Таксономија
Године 1747, енглески природњак Џорџ Едвардс је укључио илустрацију и опис ћубасте кукавице у други том своје књиге „Природна историја неуобичајених птица“ . Користио је енглески назив „The Great Spotted Cuckow“ (Велики пегави кукавич). Едвардс је свој ручно обојени гравуру засновао на примерку који је убијен на Гибралтару и послат енглеском природњаку Марку Кејтсбију  у Лондон. Када је 1758. године шведски природњак Карл фон Лине ажурирао своју Systema Naturae за десето издање, ћубасту кукавицу је сврстао са осталим кукавицама у род Cuculus . Карл фон Лине је укључио и кратак опис, сковао биномнко име Cuculus glandarius и цитирао Едвардсов рад. Ћубаста кукавица се сада сврстава у род Clamator који је увео немачки природњак Јохан Јакоб Кауп 1829. године. Врста је монотипска и нису препознате подврсте. Име рода Clamator је латински израз за „викач“ од речи clamare, што значи „викати“. Специфични епитет glandarius је латинског порекла и значи „од жира“.

## Опис
Ова врста је нешто већа од обичне кукавице, дугачка је 35 - 40 цм у дужину, тежине од 118 - 168 гр, али изгледа много веће са својим широким крилима и дугим уским репом. Одрасла јединка је сива одозго, са витким телом, дугим репом и јаким ногама. Има сиву капу, сива крила, жућкасто лице и горњи део груди и бели доњи део тела. Полови су слични и не препознају се лако. Млади имају црнкасте горње делове тела и капу, и кестењасто примарно перје на крилима. Ова врста има лет сличан лету свраке.
То је птица топлих отворених предела са доста дрвећа. Храни се инсектима, пауцима, малим гмизавцима и длакавим гусеницама, које су одбојне многим птицама.
Зов ћубасте кукавице је гласан чер-чер-кри-кри и другачији је од обичне кукавице.

## Понашање

### Гнежђење
За разлику од обичне кукавице, ни женка, нити излегли птић ове врсте не избацују јаја домаћина, али младе свраке често угину јер не могу успешно да се такмиче са кукавицом за храну. Међутим, показано је да птићи ове врсте излучују одбојан мирис када им прете предатори. Репелент штити саме птиће ћубасте кукавице, као и птиће домаћина од предатора. Птићи црне вране (Corvus corone corone) боље преживљавају ако им птић чубасте кукавице дели гнездо. Птице грабљивице и дивље мачке ређе нападају гнезда врана, међу којима је и младунче ћубасте кукавице. Птићи вране имају користи само када су предатори веома активни; када је мање предатора, губитак хране за пилиће ћубасте кукавице штети птићима врана.